# Ong Boun
Koning Somdetch Brhat Chao Dharma Adi Varman Maha Sri Bunyasena Jaya Setha Adiraja Chandrapuri Sri Sadhana Kanayudha, beter bekend onder de naam Ong Boun, volgde koning Ong Long op als derde koning van het koninkrijk Vientiane in 1767. Bij geboorte had hij de naam prins Ungabunya en hij was de tweede zoon van koning Sai Setthathirat II. Van 1735 tot 1767 was Ong Boun de gouverneur van Xhieng Khuang.

## Geschiedenis
In 1767 volgde hij zijn oudere broer, Ong Long, bij diens overlijden op als koning. In 1777 viel Siam zijn koninkrijk aan en de hoofdstad Vientiane viel na een belegering van 4 maanden (op de maandag, 3e dag van de kleiner wordende maan van de 10e maand) in het jaar 1778 aan de jonge generaal Chakri. Hij vluchtte het binnenland in maar onderwierp zich later toch aan de overheersing door Ayutthaya in hetzelfde jaar. In 1780 versloeg en vermoordde Ong Boun de gouverneur, Phaya Supho die door koning Taksin van Siam was aangesteld. Hierna installeerde hij zichzelf weer als koning en trouwde een prinses van Nongbua Lamphu. Hij werd vermoord door de Siamezen in november 1781 en opgevolgd door zijn zoon Nanthesan.

## Nakomelingen
Voor zover bekend had hij 5 zonen en 8 dochters:
- Prins (Sadet Chao Fa Jaya): Anandasena (Nanthesan), hij werd koning van het koninkrijk Vientiane in 1781.
- Prins (Sadet Chao Fa Jaya): Indra Varman (Inthavong), hij werd koning van het koninkrijk Vientiane in 1795
- Prins (Sadet Chao Fa Jaya): Anura Varman (Anouvong), hij werd koning van het koninkrijk Vientiane in 1805
- Prins (Sadet Chao Fa Jaya): Bama Varman (Phamavong), hij werd als gijzelaar naar Bangkok gestuurd in 1781 waar hij in dienst trad van de koning van Siam
- Prins (Sadet Chao Fa Jaya): Singha (Sinh), hij had voor zover bekend 1 zoon: 
  - Prins (Sadet Chao) Suriya (Sua)
- Prinses (Sadet Chao Fa Jaya Nang): Giuvagumi (Khieo Khom)
- Prinses (Sadet Chao Fa Jaya Nang): Kanlanyani, Kaeva Yudha Fa (Keo Yot Fa), zij werd door de Siamezen gevangengenomen en verbannen naar Bangkok van 1778 - 1793
- Prinses (Sadet Chao Fa Jaya Nang): Gamapungi (Khampong), zij werd door de Siamezen gevangengenomen en verbannen naar Bangkok op 12 november 1828
- Prinses (Sadet Chao Fa Jaya Nang): Dungdiri (Thongdy), zij werd door de Siamezen gevangengenomen en verbannen naar Bangkok op 12 november 1828
- Prinses (Sadet Chao Fa Jaya Nang): Gamajaya (Khamsai), zij werd door de Siamezen gevangengenomen en verbannen naar Bangkok op 12 november 1828
- Prinses (Sadet Chao Fa Jaya Nang): Butsbani (Butsba), zij werd door de Siamezen gevangengenomen en verbannen naar Bangkok op 12 november 1828
- Prinses (Sadet Chao Fa Jaya Nang): Malaya (Malai), zij werd door de Siamezen gevangengenomen en verbannen naar Bangkok op 23 oktober 1828
- Prinses (Sadet Chao Fa Jaya Nang): Vani (Vone), zij werd door de Siamezen gevangengenomen en verbannen naar Bangkok op 23 oktober 1828